# Суперлучшие друзья
Суперлучшие друзья (англ. Super Best Friends) — эпизод 504 (№ 68) сериала «Южный Парк», его премьера состоялась 4 июля 2001 года. Этот эпизод является первым в сериале, где серьёзно затрагивается тема сектантства (позже этой теме будут посвящены известные эпизоды «Застрявший в чулане» и «Возвращение Шефа»). Также в этой серии в качестве одного из персонажей фигурирует мусульманский пророк Мухаммад; пятью сезонами позже из-за возможности его показа в серии «Мультипликационные войны, часть II» случился скандал.

## Сюжет
В Саут-Парке начинает действовать опасный культ под предводительством фокусника Дэвида Блейна. Стэн обращается за помощью к Иисусу и узнаёт о существовании команды супергероев — религиозных лидеров, в которую входят Мухаммед, Будда, Лао Цзы, Кришна, Джозеф Смит, Моисей и Аквамен (в оригинале «Seaman», что созвучно «semen» — «сперма», это часто обыгрывается в серии; в русском переводе «semen» заменяется на «какамен»). Вместе им удаётся побороть культ Блейна и спасти друзей Стэна (кроме Кенни) от неминуемой смерти.

## Смерть Кенни
Кенни, среди прочих адептов культа Блейна, утопает в бассейне. И Стэн, обнаружив его труп, выкрикивает фразу «Боже мой, они убили Кенни!», на что получает ответ от Кайла «Сволочи!», благодаря чему он узнаёт местоположение Кайла.